# Omnibus (vervoermiddel)
Een omnibus is een voertuig voor lokaal openbaar vervoer. Hij rijdt op een gewoon wegdek, dus niet op rails, en wordt in het geval van een paardenomnibus, ofwel paardenbus, voortgetrokken door twee of drie paarden, en in het geval van een motoromnibus aangedreven door een motor. Hij volgt een vaste route en rijdt op vastgestelde tijden.
De naam omnibus betekent voor allen. Hiermee wordt uitgedrukt dat iedereen er gebruik van kon maken, ook degenen die zich geen eigen rijtuig konden veroorloven.

## Paardenbus
De paardenbus was een transportmiddel dat vooral in de 19de eeuw veel gebruikt werd. De eerste paardenbussen reden al tussen 1662 en 1677 in de omgeving van Parijs. De eerste paardenbus in Engeland reed in 1829 in Londen. In veel gevallen werden ze tegen het einde van de eeuw door paardentrams vervangen. Een paardentram, op rails, loopt lichter en comfortabeler en kan dus met minder paarden toe dan een omnibus. Hiertegenover stond wel de dure aanleg van de rails.
De paardenbus werd meestal door twee paarden getrokken, als het gehele traject vlak was. Als er een helling in het traject was van meer dan 7 graden, dan werd er een derde paard toegevoegd.
Het grote voordeel van de paardenbus was de flexibiliteit. Routes konden worden aangepast, en de bussen konden scherpere bochten maken dan de later ingevoerde trams. Later, toen ze gedeeltelijk door paardentrams werden vervangen, bleven ze in gebruik als taxi en als hoteltaxi. Tegenwoordig worden ze nog wel verhuurd voor speciale gebeurtenissen.
Naarmate er meer paardenbussen in de stad kwamen, kwamen er ook steeds meer stallen. Ruim de helft van het personeel van het vervoerbedrijf werd aangenomen ter verzorging van de paarden. Een paard werd om de 2 à 3 uur afgelost. De bussen droegen bij aan het probleem van de grote hoeveelheid mest die rij- en trekdieren op straat achterlieten.

## Motoromnibus
De paardenbus werd tot in het begin van de 20e eeuw gebruikt, waarna hij niet alleen door de tram werd vervangen, maar ook door de door een motor aangedreven omnibus, waarbij het voertuig in eerste instantie de naam motoromnibus kreeg, en later autobus, een samentrekking van automobiel en omnibus, en daarna kortweg 'bus' werd genoemd.

## Nederland
In 1839 begon de Amsterdamsche Omnibus-Onderneming met de exploitatie van 18 omnibuslijnen in Amsterdam (tot 1848). In 1864 werden de eerste twee lijnen van de Haagse paardentram geopend; de eerste paardentramlijnen in de Benelux. Zij liepen over de Scheveningseweg en de Koninginnegracht naar Scheveningen. Ze vormden geen bedreiging voor de lijnen van de paardenbussen, die veelal door woonwijken reden. In 1872 werd de Amsterdamsche Omnibus Maatschappij opgericht. Men startte met een paardenbus, vanaf 1875 werden de paardenbussen vervangen door paardentrams. Andere steden volgden. In 1898 was de Emmense hotelier H.A. Meijer de eerste die zijn paardenomnibus verving door een "automobielomnibus". Hij bestelde in 1897 bij Daimler Motoren Gesellschaft in Cannstatt een wagen met benzinemotor, en opende eind april 1898 de lijn Emmen – Beilen. Half augustus 1898 nam hij de autobus alweer buiten dienst vanwege aanhoudend protest uit de bevolking en voortdurende motorpech. Voorlopig hadden de paarden gewonnen... Van 1899 tot 1912 werd nog een lijn Noordwijk – Noordwijkerhout bediend met vier ritten per dag, en in 1924 onderhield een van de laatste paardenbussen een verbinding tussen Rotterdam en het Kralingseveer.

## Trivia
- In Nantes in Frankrijk begon in 1825 het eerste openbaar vervoer per omnibus in Frankrijk. Volgens de overlevering zou de naam afgeleid zijn van een reclamebord van de hoedenwinkel van Omnes, die zich bij de centrale halte op Place du Commerce bevond. De winkel adverteerde met de tekst "OMNES OMNIBUS" ("Omnes, voor iedereen").
- In Londen waren in 1893 zo'n 200.000 paarden, waarvan 22.000 voor het openbaar vervoer. Zij produceerden 640 ton mest per dag.[3]
- In Hannover reden paardenbussen van 1853 tot 1918.[4]
- Tot 8 januari 1914 was er een paardenbuslijn tussen Goes en het Wolphaartsdijkse veer. De paardenbus werd door een autobus vervangen, het was tevens een van de oudste buslijnen van Nederland.[5]